# Billy Curley
William Curley (sinh ngày 20 tháng 11 năm 1945) là một cựu cầu thủ bóng đá người Anh có 29 lần ra sân ở Football League thi đấu ở vị trí hậu vệ cho Darlington trong thập niên 1960. Ông thi đấu cho đội bóng U-15 ở Trường Durham ở mùa giải 1960–61, và là cầu thủ đầu tiên được Darlington tuyển với tư cách học việc chuyên nghiệp dưới kế hoạch được giới thiệu năm 1960.